# Synosternus cleopatrae
Synosternus cleopatrae är en loppart som först beskrevs av Rothschild 1903.  Synosternus cleopatrae ingår i släktet Synosternus och familjen husloppor.

## Underarter
Arten delas in i följande underarter:
- S. c. cleopatrae
- S. c. pyramidis